# 冷川峠
- 北緯34度57分7秒 東経139度3分13.4秒 / 北緯34.95194度 東経139.053722度
- 冷川峠 - 地理院地図
- 冷川峠 - Google マップ

冷川峠（ひえかわとうげ）は、静岡県伊東市と伊豆市を結ぶ峠。

## 現況
箱根連山から連なる山と天城山地との境にあり、他の伊豆半島を横断する亀石峠・十国峠・山伏峠などに比べて標高が低く緩やか。
静岡県道59号伊東西伊豆線が切り通しで峠を越えている。樹木が多く、見通しはききにくい。新東海バスの冷川峠バス停がある。
伊豆市側へ4km弱下ったところに伊豆スカイラインの冷川ICがある。

## 歴史
1906年に県道伊東大仁線（現在の静岡県道12号伊東修善寺線）が開通したことで開かれた、比較的新しい峠である。その後、静岡県道59号伊東西伊豆線に重複指定された。
柏峠に替わる東伊豆と中伊豆をつなぐ幹線として機能してきたが、静岡県道12号の有料道路中伊豆バイパスの開通に伴い交通量が減少していた。更にその後、中伊豆バイパスは無料開放され、冷川峠の旧道は静岡県道12号の指定が外された。